# Aeroportul Terrace Bay
Aeroportul Terrace Bay (IATA: YTJ, ICAO: CYTJ) este un aeroport din Ontario, Canada.
Situat la o altitudine de 290 m, aeroportul dispune de o singură pistă.